# Campeonato Carioca de Futebol de 2018 - Série C
O Campeonato Carioca da Série C de 2018 foi a 12ª edição da quarta divisão do campeonato estadual de futebol profissional do Rio de Janeiro. A competição foi organizada pela Federação de Futebol do Estado do Rio de Janeiro (FERJ) e vencida pelo Mageense.

## Forma de disputa
No novo formato, a primeira fase foi disputada por 18 clubes, divididos em dois grupos com 5 clubes e dois grupos com 4 clubes. Os clubes jogaram dentro de seus próprios grupos, e os dois melhores colocados de cada grupo avançaram para a segunda fase (Quartas de Final). Os grupos com 4 clubes tiveram 6 rodadas ao fim da primeira fase, enquanto os grupos com 5 clubes tiveram 10 rodadas ao fim dessa fase.
Nas Quartas de Final, as oito equipes foram divididas em quatro chaves: 1º do Grupo A enfrentou o 2º do Grupo D, 1º do Grupo B enfrentou o 2º do Grupo C, 1º do Grupo C enfrentou o 2º do Grupo A, e 1º do Grupo D enfrentou o 2º do Grupo B. As partidas foram disputadas no sistema de ida e volta. Em caso de empate ao fim do segundo jogo, o desempate foi decidido pelo saldo de gols. Persistindo o empate, o vencedor do confronto foi definido nas cobranças de pênaltis. Esse mesmo critério foi aplicado nas semifinais e na final.
Nas semifinais e na final, os mandos de campo foram definidos por meio de um sorteio, mantendo-se o sistema de ida e volta. O campeão e o vice-campeão conquistaram o acesso à Série B2 de 2019.

### Critérios de desempate
Estes são os critérios de desempate (só não se aplicarão no caso do grupo X, para o rebaixamento para a Série B1):
1. Maior número de vitórias
2. Maior saldo de gols
3. Maior número de gols pró
4. Confronto direto
5. Menor número de cartões amarelos e vermelhos (cada cartão vermelho equivale a três cartões amarelos)
6. Sorteio público na sede da FERJ

## Participantes
| Equipe           | Cidade                 | Em 2017        | Estádio             | Capacidade | Títulos        |
| ---------------- | ---------------------- | -------------- | ------------------- | ---------- | -------------- |
| Ação             | Rio de Janeiro         | -              | Marrentão           | 3 334      | 0 (não possui) |
| Arturzinho       | Rio de Janeiro         | -              | -                   | -          | 0 (não possui) |
| Atlético Carioca | São Gonçalo            | -              | Alziro de Almeida   | 900        | 0 (não possui) |
| Brasileirinho    | Rio de Janeiro         | 17º            | Rua Bariri          | 8 300      | 0 (não possui) |
| Búzios           | Armação dos Búzios     | -              | Municipal de Búzios | 500        | 0 (não possui) |
| CAAC Brasil      | Rio de Janeiro         | -              | Anchieta            | 1 000      | 0 (não possui) |
| Campo Grande     | Rio de Janeiro         | 11º            | Ítalo Del Cima      | 18 000     | 0 (não possui) |
| Canto do Rio     | Niterói                | -              | Alziro de Almeida   | 900        | 0 (não possui) |
| Cardoso Moreira  | Cardoso Moreira        | -              | Ferreirão           | 900        | 1 (em 1994)    |
| Ceres            | Rio de Janeiro         | 11º (Série B2) | João Francisco      | 3 000      | 0 (não possui) |
| EC Resende       | Resende                | 5º             | Los Larios          | 6 300      | 0 (não possui) |
| Independente     | Macaé                  | -              | Moacyrzão           | 15 000     | 0 (não possui) |
| Profute Volantes | Mesquita               | 6º             | Louzadão            | 6 000      | 0 (não possui) |
| Mageense         | Magé                   | -              | Alziro de Almeida   | 900        | 0 (não possui) |
| Paduano          | Santo Antônio de Pádua | 9º             | Waldo Carneiro      | 850        | 0 (não possui) |
| São José         | Itaperuna              | -              | Plínio Bastos       | 4 500      | 0 (não possui) |
| Teresópolis      | Teresópolis            | 12º            | Antônio Savatonne   | 1 000      | 0 (não possui) |
| Tomazinho        | São João de Meriti     | 7º             | Los Larios          | 6 300      | 0 (não possui) |